# Izakaya Hyotan
Izakaya Hyotan é um izakaya de Curitiba aberto em 2015. Eles está localizado na Alameda Augusto Stellfeld, 1281. O proprietário do estabelecimento é Keiji Mitsunari.

## Denúncia de orgia
Em 24 de abril de 2021, o bar tornou-se o mais comentado no trending topics do Twitter quando fotos de uma orgia que ocorreu no local viralizaram. Foram levantadas preocupações por quebra de quarentena durante a pandemia de COVID-19 e sobre a higiene do local. Após o ocorrido, o dono do bar afirmou que a foto não era atual e anunciou que o local seria sanitizado. O local foi denunciado para o Ministério Público do Paraná pelo perfil Brasil Fede Covid, que denuncia aglomerações, e o MP anunciou investigação no dia 26. Em 2020, Keiji foi um dos 42 empresários que assinaram carta aberta apoiando as restrições contra a pandemia, contra a abertura do comércio promovido pelo prefeito Rafael Greca (DEM).

## Cardápio
O izakaya serve quinze variedades de saquê, incluindo Hakutsuru, trinta de shochu e dez de uísques japoneses. Entre as bebidas à base de sochu, estão coquetéis como lola, que adiciona licor de ameixa, suco de laranja e umeboshi, hachiko, que adiciona fernet branca, xarope de gengibre e limão-siciliano e tamatori, que adiciona água de flor de laranjeira e suco de laranja.
Entre as comidas servidas, estão tamagoyaki, edamame e espetinhos de língua de boi, coração de porco, yakitori de sobrecoxa de frango ao molho tarê, asparamaki, e aspargo e shimeji enrolados no bacon.
Após a orgia, o local passou a servir os pratos suruba de gyosa, um boca-livre de gyosa, e orgia gastronômica, menu degustação com entrada, porção, prato principal e sobremesa. Também passaram a ser servidos os drinks hentai e ménage à trois e o shot da bundinha.

## Condecorações
- Veja Comer & Beber - 2º melhor happy hour de Curitiba (2018)[10]
- Veja Comer  & Beber - 3ª melhor comida de bar de Curitiba (2018)[11]
- Sabores de Curitiba - Indicado na categoria bar para comer (2020)[12][13]